# Критерий за устойчивост на Раус
Критерият за устойчивост на Раус е един от методите за анализ на устойчивост на линейна стационарна динамична система. Заедно с критерия на Хурвиц (който често се нарича критерий на Раус-Хурвиц), той е от групата на алгебричните критерии за устойчивост (за разлика от честотните критерии, като критериите за устойчивост на Найкуист и Михайлов). Предложен е от Eдуард Раус през 1875 г. 
Въпреки факта, че критерият на Раус е предложен исторически по-рано от критерия на Хурвиц, той може да се използва като по-удобна схема за изчисляване на определителите на Хурвиц, особено за големи степени на характеристичния полином. 
Предимствата на метода включват проста реализация на компютър с помощта на рекурсивен алгоритъм, както и лесен анализ за системи от малък (до 3) ред. Недостатък е липсата на нагледност на метода: при използването му е трудно да се получи информация за степента на устойчивост, за запасите от устойчивост.

## Формулировка
Методът работи с коефициентите на характеристичното уравнение на системата. Нека {\displaystyle W(p)={\frac {Y(p)}{H(p)}}} е предавателната функция на системата, а {\displaystyle \ H(p)=0} – характеристичното уравнение на системата. Представя се характеристичният полином {\displaystyle \ H(p)} във вида
{\displaystyle \ H(p)=a_{0}p^{n}+a_{1}p^{n-1}+...+a_{n}}
Критерият на Раус е алгоритъм, чрез който се съставя специална таблица, в която коефициентите на характеристичния полином се записват по такъв начин, че:
1. първият ред съдържа коефициентите на уравнението с четни индекси във възходящ ред;
2. вторият ред – с нечетни;
3. останалите елементи на таблицата се определят по формулата: {\displaystyle \ c_{k,i}=c_{k+1,i-2}-r_{i}\cdot c_{k+1,i-1}}, където {\displaystyle r_{i}={\frac {c_{1,i-2}}{c_{1,i-1}}},i\geq 3} е номер на реда, {\displaystyle \ k} – номер на стълба;
4. броят на редовете в таблицата на Раус е с един по-голям от реда на характеристичното уравнение.

Таблица на Раус:
| {\displaystyle \ ri}                             | {\displaystyle \Downarrow i\Longrightarrow k} | 1                                                  | 2                                                  | 3                                                  | 4   |
| -                                                | 1                                             | {\displaystyle \ c_{1,1}=a_{0}}                    | {\displaystyle \ c_{2,1}=a_{2}}                    | {\displaystyle \ c_{3,1}=a_{4}}                    | ... |
| -                                                | 2                                             | {\displaystyle \ c_{1,2}=a_{1}}                    | {\displaystyle \ c_{2,2}=a_{3}}                    | {\displaystyle \ c_{3,2}=a_{5}}                    | ... |
| {\displaystyle r_{3}={\frac {c_{1,1}}{c_{1,2}}}} | 3                                             | {\displaystyle c_{1,3}=c_{2,1}-r_{3}\cdot c_{2,2}} | {\displaystyle c_{2,3}=c_{3,1}-r_{3}\cdot c_{3,2}} | {\displaystyle c_{3,3}=c_{4,1}-r_{3}\cdot c_{4,2}} | ... |
| {\displaystyle r_{4}={\frac {c_{1,2}}{c_{1,3}}}} | 4                                             | {\displaystyle c_{1,4}=c_{2,2}-r_{4}\cdot c_{2,3}} | {\displaystyle c_{2,4}=c_{3,2}-r_{4}\cdot c_{3,3}} | {\displaystyle c_{3,4}=c_{4,2}-r_{4}\cdot c_{4,3}} | ... |
| ...                                              | ...                                           | ...                                                | ...                                                | ...                                                | ... |

Критерий на Раус:
| „ | За да бъде устойчива линейна стационарна динамична система, е необходимо и достатъчно коефициентите на първата колона от таблицата на Раус {\displaystyle \ c_{1,1},c_{1,2},c_{1,3},....} да имат един и същи знак. Ако това не е така, тогава системата е неустойчива. | “ |